# Косола, Нийло
Нийло Вильхо Косола (фин. Niilo Vilho Kosola; 22 февраля 1911, Лапуа — 15 марта 1996, Лапуа) — финский фермер, агропредприниматель и правый политик. Сын лидера финских ультраправых Вихтори Косолы. Депутат парламента от консервативной Национальной коалиции, министр сельского хозяйства Финляндии в 1958—1959. Известен также как конник и коневод, мастер верховой езды.

## Соратник отца
Родился в семье фермера Вихтори Косолы, будущего лидера ультраправого Движения Лапуа и Патриотического народного движения. Был воспитан в духе финского национализма, антикоммунизма и традиционных ценностей финского крестьянства.
С 12-летнего возраста Нийло Косола состоял в белом Охранном корпусе. В 19 лет присоединился к Лапуаскому движению. В 1932 во главе роты участвовал в Мянтсяльском мятеже, возглавляемого его отцом. Состоял в Патриотическом народном движении, но активного участия в его деятельности не принимал. Считается, что Косола-младший больше интересовался сельским хозяйством и коневодством, нежели политикой.

## Фермер, военный, конник
Работал в семейном фермерском хозяйстве в Лапуа. Получил образование агронома в 1937. С 1939 Нийло Косола самостоятельно занимался фермерством в окрестностях Оулу. Приобрёл известность как эффективный агротехнолог и агробизнесмен. Два десятилетия был секретарём коневодческой ассоциации Южной Остроботнии.
Во время Зимней войны и советско-финской войны 1941—1944 Нийло Косола был офицером армейской ветеринарной службы. Командовал также пулемётным взводом, участвовал в боях на Карельском перешейке. Имел лейтенантское звание.
После войны Нийло Косола вернулся к фермерству и коневодству. Состоял в руководстве Лапуаских ассоциаций сельскохозяйственных производителей и конных селекционеров. Организовал конный торгово-выставочный центр, экспозиции которого проводились даже в СССР и ПНР. Косола был мастером верховой езды, в 1953—1972 председательствовал в Федерации конного спорта.

## Парламентарий и министр
Авторитет Нийло Косолы в сельскохозяйственных кругах оказался политически востребован. В 1951 Косола был избран в парламент от консервативной партии Национальная коалиция. Праворадикальный имидж фамилии поначалу создавал некоторые проблемы в среде консерваторов, но Косола-младший относился к этому с юмором. Репутация Косолы как спокойного и миролюбивого человека помогла снять эти трения. Он занимал пост вице-председателя партии и председателя местной партийной организации.
Впоследствии четырежды переизбирался, состоял в парламентских комитетах по сельскому хозяйству и водному праву, много сделал для организации защиты от наводнений. В 1964—1965 занимал пост вице-спикера. Оставался депутатом до 1970.
Трижды Нийло Косола был членом коллеги выборщиков президента. Существует версия, согласно которой его голос оказался решающим при избрании Урхо Кекконена (непримиримого противника Вихтори Косолы-старшего) в 1956 году. Однако сам Нийло Косола-младший неоднократно это опровергал.
В парламенте Косола отстаивал прежде всего интересы фермерства. Добивался увеличения государственных ассигнований на социальные и производственные нужды. Упорство Косолы в отстаивании этих позиций вызвало в 1954 крупный парламентский скандал. Наряду с парламентским мандатом, Косола в 1953—1960 был депутатом городского совета Лапуа. Активно занимался муниципальной деятельностью, координировал взаимодействие местных советов.
С августа 1958 по январь 1959 года Нийло Косола занимал пост министра сельского хозяйства в правительстве Карла-Августа Фагерхольма.
Нийло Косола активно развивал международные связи финляндского парламента. Побывал с деловыми и ознакомительными поездками в СССР, США, Канаде, Марокко, ряде европейских стран.

## Общественный деятель
В 1970 году 59-летний Нийло Косола решил воздержаться от переизбрания в парламент. После завершения политической карьеры жил на семейной ферме. Занимался общественной деятельностью, состоял в лапуаском Ротари-клубе и клубе офицеров запаса. До 1978 являлся президентом сберегательного банка Лапуа.
В 1963 году Нийло Косола был награждён орденом Льва Финляндии.
Нийло Косола скончался в возрасте 85 лет.